# Mirall trencat
|  | Per a altres significats, vegeu «Mirall trencat (desambiguació)». |

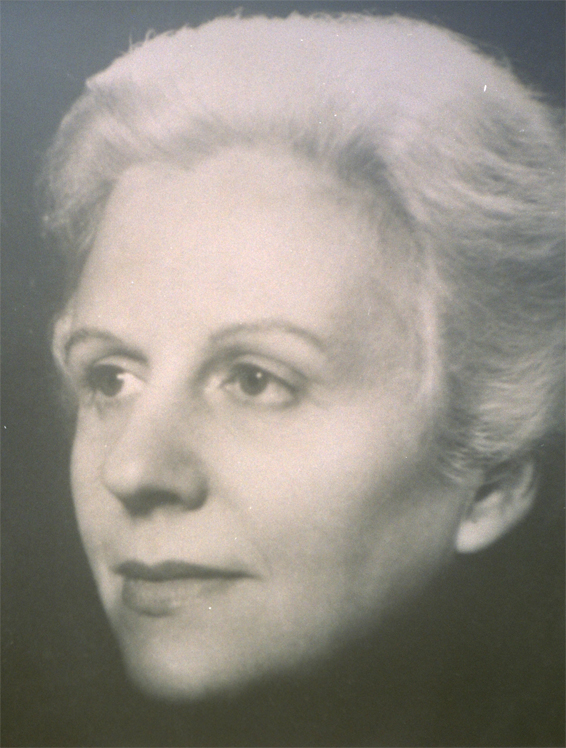
Mercè Rodoreda autora de Mirall trencat

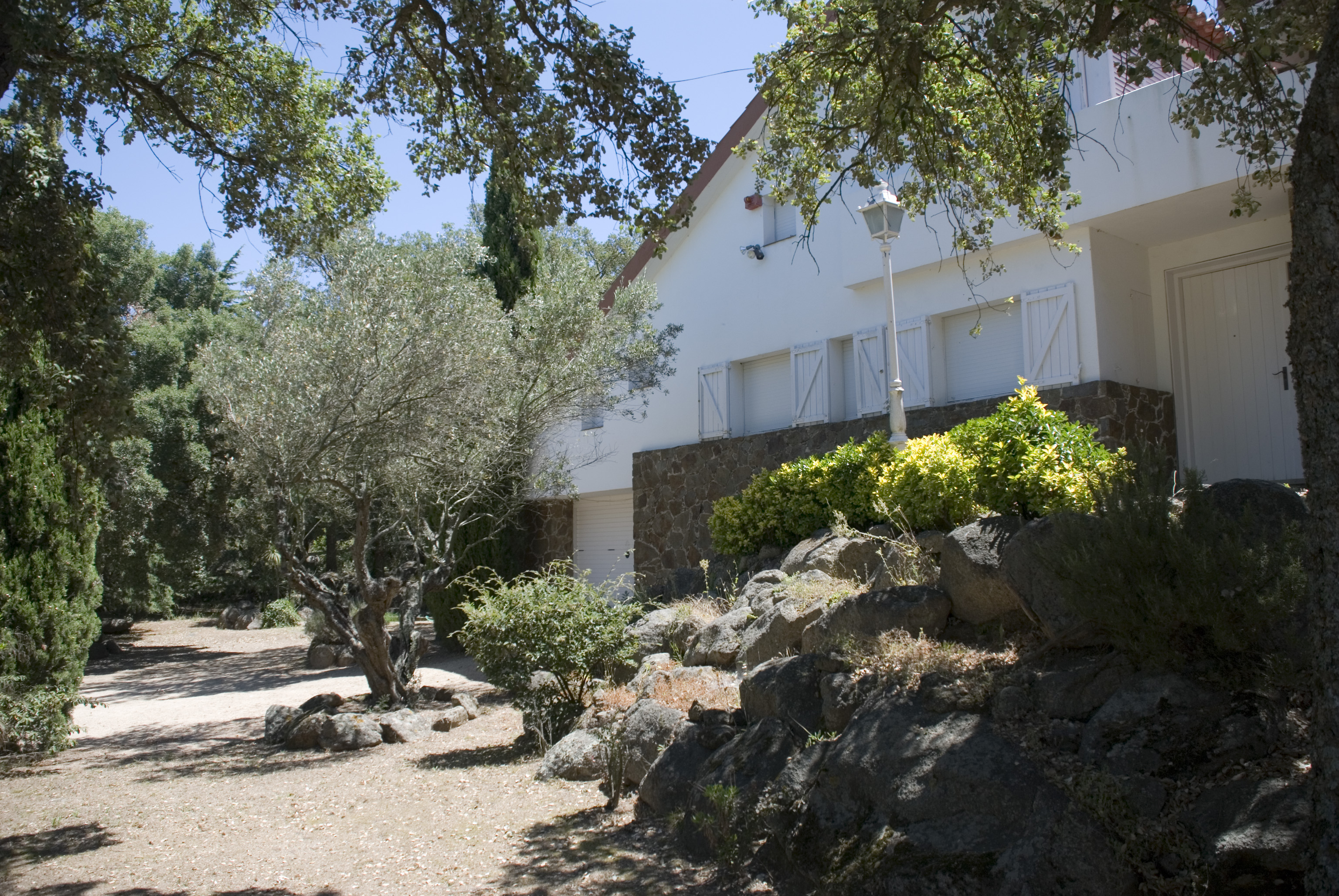
Jardí de Romanyà i de la novel·la

Mirall trencat, publicada l'any 1974, és una novel·la de maduresa de Mercè Rodoreda que recull la vida de tres generacions de la família imaginària dels Valldaura.
Es tracta d'una obra coral on un seguit de personatges lligats entre si pels llaços familiars i personals ens expliquen una ciutat, Barcelona, i una època, la d'abans de la guerra civil.
Fragmentària i composta de múltiples veus, l'estil de la novel·la segueix el seu títol: un mirall esbocinat que reflecteix la realitat del moment i dels personatges a través de fragments de les vides que descriu. Aquest estil difereix considerablement d'altres obres de l'autora com La plaça del diamant o Aloma, on l'autora usa la primera persona en boca d'un personatge femení i per consegüent, desperta les lectures autobiogràfiques.
Rodoreda prengué diversos elements per a la concepció dels espais de la novel·la. S'hi troba el reflex del seu món d'infància amb el seu avi (del qual en parlava sovint) i al jardí de la família. Els records de les grans torres i de l'ordre familiar establert són una base indispensable per a Mirall trencat, concebuda com una imitació de les novel·les de fulletó de la segona meitat del segle xix.
L'obsessió de Mercè Rodoreda pels jardins la portà a dibuixar tot un escenari natural estretament relacionat amb l'escenari del xalet dels Valldaura a la part alta de Barcelona. En aquest jardí hi ha una barreja de jardins coneguts per l'escriptora. D'una banda, els seus jardins de Barcelona i, d'una altra, el jardí que l'any 1972 havia estat creant amb la seva amiga Carme Manrubia al xalet on vivien a Romanyà de la Selva. L'estudiosa de l'obra de Mercè Rodoreda, Mariàngela Vilallonga, ha definit molt clarament els elements del jardí de Rodoreda a Romanyà que apareixen a la novel·la. Hi ha trobat una relació tan estreta que s'ha arribat a preguntar si el jardí recrea allò que Rodoreda escrivia en aquell moment (Mirall trencat fou començada a Ginebra, però acabada a Romanyà de la Selva) o bé, la novel·la recrea el jardí que Rodoreda i Manrubia havien concebut.
De tots els personatges que apareixen a la novel·la, els femenins destaquen per la seva complexitat i rellevància. Teresa Goday de Valldaura, la cap de família, és retratada com una dona passional que durant el transcurs de la novel·la s'apropa a la vellesa. Una dona que s'ha buscat una vida que li garanteix l'abundància material. Aquest personatge entra en relació amb la protagonista del conte "Cendres" de l'escriptora empordanesa Caterina Albert/Víctor Català. Sofia Valldaura és retratada com una dona freda, mancada de la sensualitat que caracteritza la seva mare. Aquesta duresa i sequedat es manifestaran amb força durant els moments d'adversitat que la novel·la relata. La relació amb la seva mare i Maria són intenses i complicades.
Maria presenta la generació més jove, personatge força poètic on conflueixen diverses tensions: la sexualitat, les relacions femenines, les familiars, la vida i la mort.
Amb elles hi viuran figures masculines rellevants per a la trama com Salvador Valldaura, Eladi Farriols, Amadeu Riera, etcètera.
Juntament amb el jardí apareixen altres símbols que configuren la dimensió mítica que a vegades se li atribueix a l'autora, on destaquen entre d'altres: el mirall que reflecteix el pas del temps i que amaga els secrets i enlluerna amb aparença; l'aigua, símbol de la natura creadora i la destrucció, on es pot enfonsar l'inconfessable; les joies, que expressen la bellesa i riquesa; i també, l'amor. S'ha de destacar el darrer, la rata, expressió de la decadència i destrucció del món novel·lístic.

## Estructura
La novel·la té una estructura tancada. Al principi es presencia la creació de l'univers de ficció (el casament de Teresa i Valldaura i la compra de la torre de Sant Gervasi) que formen la família. Aquesta família i aquest univers, després d'una llarga etapa de vida, seran finalment destruïts. La torre derruïda i la família separada. 

La novel·la està dividida en 3 parts:
- La primera part és la més realista. Presenta la majoria dels protagonistes i mostra la formació del que serien els fundadors de la família.
- A la segona part l'acció es desplaça al món intern dels personatges i la novel·la aprofundeix en els sentiments, records i emocions de cada constituent de la família. El procés d'idealització del passat es comença a fer patent en alguns personatges i es veu, clarament, com el que domina és el temps personal.
- La tercera part està dominada per la fantasia i fa acabar l'univers novel·lístic de forma poètica amb el monòleg després de la mort.

## Temps històric i personal
El temps històric s'inicia a principis de segle xx i acaba després de la Guerra Civil espanyola. Es pot entreveure l'època pels fets històrics que de tant en tant se citen (l'esclat de la insurrecció, el canvi de carretes de cavalls a automòbils, els tramvies i la proclamació de la República el 1931 en són exemples clars). 

Tot i així, i sens cap mena de dubte, no és pas el temps històric el que més influeix a la novel·la (que tot i ser important per a situar els personatges i fer-los actuar de forma determinada no és el centre de les seves accions); el temps que influeix realment és el temps personal. Aquest temps personal, totalment subjectiu per a cada personatge i marcat per les seves vivències, sol ser un temps estancat en el passat i sempre pensat en els records feliços. Així el present importa ben poc per aquests personatges i es margina l'acció, deixant lloc a la memòria i la idealització del viscut.

## Arbre genealògic de la família Valldaura-Farriols i personatges

### Arbre genealògic
L'arbre genealògic següent correspon a la família Valldaura-Farriols. Està marcat amb línies discontínues aquelles relacions amoroses extramatrimonials o aquelles que no han acabat derivant en matrimoni.
|               |               |               |               |               |               |  |  |                |                |                |                |                |                |  |  |              |              |              |              |              |              |                 |                 |                 |                 |                 |                 |                    |                    |                    |                    |                    |                    |                |                |                |                |                              |                              |                              |                              |                              |                              |              |              |                |                |                |                |                |                |              |              |              |              |              |              |  |  |                              |                              |                              |                              |                              |                              |
|               |               |               |               |               |               |  |  |                |                |                |                |                |                |  |  |              |              |              |              |              |              |                 |                 |                 |                 |                 |                 |                    |                    |                    |                    |                    |                    |                |                |                |                |                              |                              |                              |                              |                              |                              |              |              |                |                |                |                |                |                |              |              |              |              |              |              |  |  |                              |                              |                              |                              |                              |                              |
| Miquel Masdéu | Miquel Masdéu | Miquel Masdéu | Miquel Masdéu | Miquel Masdéu | Miquel Masdéu |  |  | Nicolau Rovira | Nicolau Rovira | Nicolau Rovira | Nicolau Rovira | Nicolau Rovira | Nicolau Rovira |  |  | Teresa Goday | Teresa Goday | Teresa Goday | Teresa Goday | Teresa Goday | Teresa Goday |                 |                 |                 |                 |                 |                 | Salvador Valldaura | Salvador Valldaura | Salvador Valldaura | Salvador Valldaura | Salvador Valldaura | Salvador Valldaura |                |                | Bàrbara        | Bàrbara        | Bàrbara                      | Bàrbara                      | Bàrbara                      | Bàrbara                      |                              |                              | Amadeu Riera | Amadeu Riera | Amadeu Riera   | Amadeu Riera   | Amadeu Riera   | Amadeu Riera   |                |                | Constància   | Constància   | Constància   | Constància   | Constància   | Constància   |  |  |                              |                              |                              |                              |                              |                              |
| Miquel Masdéu | Miquel Masdéu | Miquel Masdéu | Miquel Masdéu | Miquel Masdéu | Miquel Masdéu |  |  | Nicolau Rovira | Nicolau Rovira | Nicolau Rovira | Nicolau Rovira | Nicolau Rovira | Nicolau Rovira |  |  | Teresa Goday | Teresa Goday | Teresa Goday | Teresa Goday | Teresa Goday | Teresa Goday |                 |                 |                 |                 |                 |                 | Salvador Valldaura | Salvador Valldaura | Salvador Valldaura | Salvador Valldaura | Salvador Valldaura | Salvador Valldaura |                |                | Bàrbara        | Bàrbara        | Bàrbara                      | Bàrbara                      | Bàrbara                      | Bàrbara                      |                              |                              | Amadeu Riera | Amadeu Riera | Amadeu Riera   | Amadeu Riera   | Amadeu Riera   | Amadeu Riera   |                |                | Constància   | Constància   | Constància   | Constància   | Constància   | Constància   |  |  |                              |                              |                              |                              |                              |                              |
|               |               |               |               |               |               |  |  |                |                |                |                |                |                |  |  |              |              |              |              |              |              |                 |                 |                 |                 |                 |                 |                    |                    |                    |                    |                    |                    |                |                |                |                |                              |                              |                              |                              |                              |                              |              |              |                |                |                |                |                |                |              |              |              |              |              |              |  |  |                              |                              |                              |                              |                              |                              |
|               |               |               |               |               |               |  |  |                |                |                |                |                |                |  |  |              |              |              |              |              |              |                 |                 |                 |                 |                 |                 |                    |                    |                    |                    |                    |                    |                |                |                |                |                              |                              |                              |                              |                              |                              |              |              |                |                |                |                |                |                |              |              |              |              |              |              |  |  |                              |                              |                              |                              |                              |                              |
|               |               |               |               |               |               |  |  | Jesús Masdéu   | Jesús Masdéu   | Jesús Masdéu   | Jesús Masdéu   | Jesús Masdéu   | Jesús Masdéu   |  |  |              |              |              |              |              |              | Sofia Valldaura | Sofia Valldaura | Sofia Valldaura | Sofia Valldaura | Sofia Valldaura | Sofia Valldaura |                    |                    |                    |                    |                    |                    | Eladi Farriols | Eladi Farriols | Eladi Farriols | Eladi Farriols | Eladi Farriols               | Eladi Farriols               |                              |                              |                              |                              |              |              |                |                |                |                |                |                | Pilar Segura | Pilar Segura | Pilar Segura | Pilar Segura | Pilar Segura | Pilar Segura |  |  | "Minyones" (Armanda i Elisa) | "Minyones" (Armanda i Elisa) | "Minyones" (Armanda i Elisa) | "Minyones" (Armanda i Elisa) | "Minyones" (Armanda i Elisa) | "Minyones" (Armanda i Elisa) |
|               |               |               |               |               |               |  |  | Jesús Masdéu   | Jesús Masdéu   | Jesús Masdéu   | Jesús Masdéu   | Jesús Masdéu   | Jesús Masdéu   |  |  |              |              |              |              |              |              | Sofia Valldaura | Sofia Valldaura | Sofia Valldaura | Sofia Valldaura | Sofia Valldaura | Sofia Valldaura |                    |                    |                    |                    |                    |                    | Eladi Farriols | Eladi Farriols | Eladi Farriols | Eladi Farriols | Eladi Farriols               | Eladi Farriols               |                              |                              |                              |                              |              |              |                |                |                |                |                |                | Pilar Segura | Pilar Segura | Pilar Segura | Pilar Segura | Pilar Segura | Pilar Segura |  |  | "Minyones" (Armanda i Elisa) | "Minyones" (Armanda i Elisa) | "Minyones" (Armanda i Elisa) | "Minyones" (Armanda i Elisa) | "Minyones" (Armanda i Elisa) | "Minyones" (Armanda i Elisa) |
|               |               |               |               |               |               |  |  |                |                |                |                |                |                |  |  |              |              |              |              |              |              |                 |                 |                 |                 |                 |                 |                    |                    |                    |                    |                    |                    |                |                |                |                |                              |                              |                              |                              |                              |                              |              |              |                |                |                |                |                |                |              |              |              |              |              |              |  |  |                              |                              |                              |                              |                              |                              |
|               |               |               |               |               |               |  |  |                |                |                |                |                |                |  |  |              |              |              |              |              |              |                 |                 |                 |                 |                 |                 |                    |                    |                    |                    |                    |                    |                |                |                |                |                              |                              |                              |                              |                              |                              |              |              |                |                |                |                |                |                |              |              |              |              |              |              |  |  |                              |                              |                              |                              |                              |                              |
|               |               |               |               |               |               |  |  |                |                |                |                |                |                |  |  |              |              |              |              |              |              | Jaume Farriols  | Jaume Farriols  | Jaume Farriols  | Jaume Farriols  | Jaume Farriols  | Jaume Farriols  |                    |                    | Ramon Farriols     | Ramon Farriols     | Ramon Farriols     | Ramon Farriols     | Ramon Farriols | Ramon Farriols |                |                | Una noia que feia de modista | Una noia que feia de modista | Una noia que feia de modista | Una noia que feia de modista | Una noia que feia de modista | Una noia que feia de modista |              |              | Maria Farriols | Maria Farriols | Maria Farriols | Maria Farriols | Maria Farriols | Maria Farriols |              |              |              |              |              |              |  |  |                              |                              |                              |                              |                              |                              |
|               |               |               |               |               |               |  |  |                |                |                |                |                |                |  |  |              |              |              |              |              |              | Jaume Farriols  | Jaume Farriols  | Jaume Farriols  | Jaume Farriols  | Jaume Farriols  | Jaume Farriols  |                    |                    | Ramon Farriols     | Ramon Farriols     | Ramon Farriols     | Ramon Farriols     | Ramon Farriols | Ramon Farriols |                |                | Una noia que feia de modista | Una noia que feia de modista | Una noia que feia de modista | Una noia que feia de modista | Una noia que feia de modista | Una noia que feia de modista |              |              | Maria Farriols | Maria Farriols | Maria Farriols | Maria Farriols | Maria Farriols | Maria Farriols |              |              |              |              |              |              |  |  |                              |                              |                              |                              |                              |                              |
|               |               |               |               |               |               |  |  |                |                |                |                |                |                |  |  |              |              |              |              |              |              |                 |                 |                 |                 |                 |                 |                    |                    |                    |                    |                    |                    |                |                |                |                |                              |                              |                              |                              |                              |                              |              |              |                |                |                |                |                |                |              |              |              |              |              |              |  |  |                              |                              |                              |                              |                              |                              |
|               |               |               |               |               |               |  |  |                |                |                |                |                |                |  |  |              |              |              |              |              |              |                 |                 |                 |                 |                 |                 |                    |                    |                    |                    |                    |                    |                |                |                |                |                              |                              |                              |                              |                              |                              |              |              |                |                |                |                |                |                |              |              |              |              |              |              |  |  |                              |                              |                              |                              |                              |                              |
|               |               |               |               |               |               |  |  |                |                |                |                |                |                |  |  |              |              |              |              |              |              |                 |                 |                 |                 |                 |                 |                    |                    | Maria Farriols     | Maria Farriols     | Maria Farriols     | Maria Farriols     | Maria Farriols | Maria Farriols |                |                | Ramon Farriols               | Ramon Farriols               | Ramon Farriols               | Ramon Farriols               | Ramon Farriols               | Ramon Farriols               |              |              |                |                |                |                |                |                |              |              |              |              |              |              |  |  |                              |                              |                              |                              |                              |                              |

Nota 1:  El nombre de minyones que foren amants de l'Eladi no queda determinat en el llibre, tanmateix, algunes d'elles foren Armanda (la cuinera) i l'Elisa, entre d'altres.

### Personatges
Amadeu Riera: és el notari de moda a la Barcelona de l'època. És un home esvelt, distingit, amb una rosa vermella damunt la seva taula de treball al despatx. Està casat amb la Constància, una dona poc atractiva. Serà l'amant de Teresa, relació que recordarà quan ja sigui gran.
Armanda Valls: esdevé cuinera dels Valldaura de molt jove, recomanada per una parenta seva, també minyona de la casa. Resultarà ser, finalment, el membre del servei més fiable de la casa i al final de la vida de la Teresa, li farà de confident. Anirà descobrint diversos secrets de la família Valldaura al llarg de la seva vida, que no donarà a conèixer mai. Idealitzarà el temps que fou l'amant de l'Eladi Farriols, i guardarà el present que aquest li va fer: unes arracades, com a símbol d'amor.
Bàrbara: és una violinista que coneix Salvador Valldaura a la refinada Viena. Bàrbara, físicament, és prima, rossa i d'ulls clars. El seu comportament és curiós: no suporta els miralls, canvis inesperats d'humor d'un dia per l'altre, ... Està lligada a les violetes que li fa enviar Valldaura dia rere dia i després d'un parell de dies dels primers contactes eròtics amb aquest, Bàrbara es llençarà al canal i morirà, sense explicació aparent. Resulta ser un dels personatges més enigmàtics i atractius de tota la novel·la.
Begú: és el propietari de la Joieria Begú del passeig de Gràcia de Barcelona, on Nicolau Rovira i Teresa Goday van a comprar un fermall de gran valor. És ben plantat, rosat de pell i amb els cabells arranats i les celles espesses (capítol I de la primera part). Al capítol VIII de la primera part Eulàlia comunica a Teresa Goday la mort del joier, notícia que trasbalsa Teresa pels records que li porta.
Climent: és el nou cotxer de Salvador Valldaura i Teresa Goday. És escardalenc, amb patilles negres i uns ulls com el carbó (capítol V de la primera part). El lloguen poc temps després de casar-se, quan en Vicenç, l'antic cotxer de Nicolau Rovira i Teresa Goday, s'ha retirat al seu poble, Igualada.
Constància: és l'esposa de l'Amadeu Riera. Baixa i mancada de bellesa, sempre va carregada de joies (potser per suplir aquesta manca). És una dona una mica maniàtica. Mor sense arribar a sospitar l'adulteri del seu marit amb Teresa Goday.
Eladi Farriols: després d'intentar exercir d'altres oficis, treballa de botiguer a la botiga d'un familiar. Incapaç de fer res a la seva vida, es casa per interès amb Sofia, per qui havia sentit una lleugera antipatia des del principi (la nit de noses del seu casament Sofia li farà donar un petó al seu peu com a símbol de dominació, aquella mateixa nit Eladi li diu a Sofia que té un fill amb Pilar Segura), pel menyspreu mostrat i per la feina que li donava a l'hora de vendre. De la seva relació amb Pilar Segura (Lady Godiva) en naixerà Maria que, casat amb Sofia, s'afillarà. És una persona amb gràcia però mediocre i es caracteritzarà per la seva passió per les dones (tindrà relacions grotesques i ridícules amb les minyones, fins a arribar al punt d'observar-les d'amagat mentre juguen despullades al pati). La darreria de la seva vida la passarà tancat a la biblioteca de la casa, envoltat de llibres de Proust. La seva ràpida mort, i la troballa d'una ampolleta sospitosa, fa sospitar un possible suïcidi.
Eulàlia: és una amiga de Teresa. S'ho arreglarà per fer coincidir Salvador Valldaura i Teresa Goday a la seva festa de Carnaval. Sentirà una certa enveja respecte a Teresa, i quan aquesta comenci la seva relació amb el notari, Eulàlia se'n separarà. El seu marit, Rafael Bergadà, morirà assassinat un dia sortint de la fàbrica, suposadament a causa de les tenses relacions amb els obrers. Ella trobarà suport psicològic en Joaquim Bergadà, per qui inicialment sentia una forta antipatia. El temps i les afliccions faran que recuperi l'afecte per Teresa, de la qual s'havia distanciat arran de l'adulteri amb el notari Riera.
Jaume: és el segon fill de la Sofia i l'Eladi. Potser a causa del seu naixement prematur és molt malaltís. És sensible i serà la víctima i el canal de la crueltat de la Maria i en Ramon. Només trobarà asil en l'habitació de la seva àvia (Teresa Goday) i serà l'únic que podrà entrar al seu "santuari": la sala plena de records (l'armari japonès, l'última copa d'un joc que el seu avi Salvador Valldaura portà de Viena, …). En Ramon i la Maria creuaran el límit de les trapelleries i en Jaume morirà ofegat a l'estany per culpa d'aquests.
Jesús Masdéu: fill de la Teresa i en Miquel Masdéu, sempre serà vist com una càrrega per la Teresa, per no voler deixar-lo desemparat. Miquel Masdéu, ja casat, se l'afillarà, ja que el matrimoni no pot tenir fills. Tot i així, anirà de visita a la torre de forma regular dient ser el fillol de la Teresa. Es toparà amb l'ofici de pintor i durà una vida pobra i resignada. Durant la Guerra Civil espanyola es farà milicià republicà i entrarà a la casa dels Valldaura durant l'ocupació d'aquesta. Li proporcionarà un pis, on viure apartada dels soldats, a l'Armanda. Finalment morirà heroicament, al front, combatent el feixisme.
Joan Rodés: és el professor de piano dels fills de l'Eladi i la Sofia. Mutilat, es recolzarà en la imatge d'artista incomprès i desaprofitat. Constantment ofès per les trapelleries de la Maria i en Ramon, intentarà acostumar-se a aquest estil de vida sense rancors envers la família Valldaura. Inconscientment, descobrirà l'origen de la Maria en mostrar un retall de diari a Teresa amb la fotografia de Lady Godiva.
Joaquim Bergadà: amic i company de Salvador, fou qui li presentà la Bàrbara a en Valldaura. Enamoradís i poc donat a la constància, no és vist amb bons ulls ni per la Teresa, ni per la Sofia, ni l'Eulàlia (la dona del seu germà). Quan Rafael mor assassinat, ell es fa càrrec de l'Eulàlia i se l'enduu a París. La solitud de tots dos els unirà, finalment.
Maria: filla de l'Eladi i la Pilar Segura, és afillada per la Sofia com a mostra de força. És el personatge més poètic de la novel·la. De gran bellesa, serà el centre del món infantil. És cruel i tendra alhora, mostra de la seva inestabilitat familiar. Després que l'Eladi els digui que ella i en Ramon són germans morirà caient de la teulada. Es dissoldrà, així, amb la naturalesa i passarà a formar part, des de l'altre món, del pati i de la casa. El símbol de la seva existència després de morta serà una teranyina que toca tots aquells que s'acosten a la casa. Serà redimida per l'Armanda.
Marina Riera: és la germana de l'Amadeu Riera, el notari. Casada amb un empresari del sector metal·lúrgic, tindrà una filla (Marina), que tindrà una filla amb el mateix nom. Nascuda uns quants mesos després que en Ramon Farriols l'acollirà a casa seva quan aquest marxi de casa, perquè la seva filla i ell són companys d'estudis. Precisament aquesta filla s'enamorarà d'en Ramon.
Miquel Masdéu: és un fanaler. Coneix Teresa essent casat i té un fill amb ella, Jesús Masdéu, que després s'afillarà. És el primer amor de Teresa, un episodi que amb el transcurs dels anys ella recordarà com una bogeria de joventut.
Nicolau Rovira: és el primer home amb qui es casa Teresa. Un home vell i amb riqueses guanyades a la borsa, que li proporciona a Teresa -d'origen humil- l'ascens social i econòmic. Li regalarà una joia de gran valor a la Teresa, que aquesta revendrà per ajudar a Miquel Masdéu i el seu fill, i la tornarà a comprar sense adonar-se que és la mateixa. Allò que el simbolitzarà serà l'armari japonès, un regal que feu a la Teresa i que no va agradar-li, tot i haver-li costat car, però que ella mantindrà fins que la torre sigui derruïda.
Pilar Segura: cupletista del Paral·lel. El seu sobrenom és "Lady Godiva". S'enamorarà de l'Eladi Farriols i en quedarà embarassada de la Maria. Donarà Maria, juntament amb un braçalet de plata, al seu empresari perquè l'adoptin uns senyors rics desconeguts, l'Eladi i la Sofia. Pilar Segura morirà en un hospital després d'haver estat durant anys l'artista preferida del Paral·lel.
Rafael Bergadà: és el marit de l'Eulàlia i el germà d'en Quim Bergadà. Tindrà problemes amb els obrers de la fàbrica, i serà assassinat violentament. Ell i l'Eulàlia són els que conviden a la Teresa i en Valldaura a una festa de Carnaval perquè es coneguin millor.
Ramon Farriols i Valldaura: és el primer fill del matrimoni de la Sofia i l'Eladi. De petit estarà ple de vida i serà el més fort, el líder dels nens. Serà cruel amb en Jaume, el record del qual el seguirà tota la vida i l'amargarà. L'estiueig que passa a casa els Balsereny amb la Maria serà el seu despertar de la sexualitat. El seu amor per la Maria anirà més enllà dels jocs infantils. Després de la revelació del seu pare, que li diu que la Maria i ell són germans, marxarà de casa i s'instal·larà un temps a casa la Marina Riera. De gran patirà una estranya malaltia (l'aigua li produirà vertigen, que es pot deduir a causa de l'incident amb en Jaume) i es convertirà en un home resignat, amb la càrrega dels records, que intentarà oblidar. L'última visita a la torre representarà l'acceptació del seu deute amb el seu traumàtic passat. El taló que li proporciona Sofia abans d'acomiadar-se'n li permetrà sortir de la misèria en què viuen ell i la seva família.
Rosa: la senyoreta Rosa és la institutriu. D'origen modest, no acceptarà ni perdonarà les vexacions a què la sotmeten en Ramon i la Maria. Al final, despatxada, revela a l'Eladi, com a veritat, les seves sospites sobre la relació entre la Maria i en Ramon. Marxarà de la torre proferint una maledicció.
Salvador Valldaura: amb una cridanera barba rossa, alt i d'aspecte de bona persona, Salvador Valldaura viurà tota la vida sota el record del seu amor a Viena per Bàrbara. Es casarà amb Teresa i aquesta li farà abandonar la carrera diplomàtica i mudar-se a Barcelona, però el record del seu primer i més intens amor el farà tancar-se en ell mateix. Intentarà repetir la història de Viena amb Teresa (les violetes, …) però fracassarà. Posarà tot el seu amor en la seva filla, la Sofia, a qui li promet que serà l'hereva de tot. És un personatge càlid i bo, però viurà tristament estancat en el passat.
Sofia: de caràcter fred, manipulador i distant, és completament diferent de la seva mare Teresa. Físicament no destaca i tampoc té tendència a anar gaire cuidada. La relació amb la seva mare serà d'enveja i odi des d'un principi. Quan aquesta mor, i Sofia esdevé la propietària de tot, descobreix per Teresa uns sentiments que mai no havia sentit. Pel seu pare sent un amor profund fins que descobreix que aquest no l'ha feta hereva, com l'hi havia promès. El seu matrimoni amb l'Eladi serà una indiferència i una humiliació des d'un principi, i quan la nit de noces aquest li diu que té una filla la separació es fa abismal. Sofia decideix afillar-se la Maria per poder controlar, així, el seu marit. Sofia simbolitza l'ascens social de la família i sent menyspreu pels d'origen humil (considera el seu marit un vulgar botiguer; la seva mare una peixatera; en Jesús Masdéu un pobre desgraciat; etc.). La seva rivalitat amb l'Armanda, serà una manera d'afrontar indirectament els adulteris del seu home. Amb la guerra marxa a França fugint del bàndol republicà, que ocupa les àrees riques. Després es casa amb un industrial francès i queda viuda. Quan torna a Barcelona acabada la guerra és per enderrocar la torre i construir-hi una sèrie de pisos de luxe.
Teresa Goday: filla d'una peixatera, jove i atractiva, la seva primera relació amorosa la té amb un fanaler casat (Miquel Masdéu), de la qual neix Jesús Masdéu. Amagarà aquesta patinada per casar-se amb el ric, i delicat de salut, Nicolau Rovira que li proporciona el seu ascens social conscientment. Quan aquest mor, coneixerà Salvador Valldaura, amb qui es casa i es traslladen a la torre de Sant Gervasi. Des de llavors rebrà el seu fill, Jesús Masdéu, com si fos el seu fillol, però no deixarà de ser una nosa per a ella. El seu matrimoni amb Valldaura fracassa, perquè aquest viu en un món únic i propi (encara estancat en la mort de Bàrbara). L'amor que li falta el trobarà en la seva relació amb el notari Riera. Del seu matrimoni amb Valldaura en naixerà una filla, la Sofia. Amb el naixement dels seus nets (en Ramon i en Jaume) comença la seva decadència. En els últims anys recordarà la seva vida i farà Armanda la seva confident. Morirà en pau amb ella mateixa.

## Simbologia material
Mirall trencat és una obra on els objectes cobren una gran importància i simbolitzen alguns dels successos de l'obra. Aquest fet passa a tota l'obra de Mercè Rodoreda, però s'accentua en aquesta novel·la. Tant és així que a l'hora de destacar els objectes més importants del llibre, Rodoreda cita objectes i espais: la torre, la teulada, la gàbia, l'armari japonès, el llorer, etc. Tota aquesta simbologia connotativa adquireix forma gràcies a la importància de la descripció a Mirall trencat. Tot i així, no tots els objectes tenen la mateixa funció a l'obra. Alguns objectes simbolitzen un personatge (l'armari japonès: Nicolau, les roses de color carn de Teresa, …). Altres simbolitzen una relació (les violetes encarnen la breu relació entre Bàrbara i Valldaura, o el cirerer entre Teresa i Amadeu Riera). Hi ha objectes que són usats en més d'una relació o que associen la importància d'un personatge en la vida d'un altre (Teresa treu la perla al seu marit Valldaura per donar-li al notari Riera). L'aparició d'aquests objectes és precisament el que ajuda a determinar el tipus de relació que estableixen alguns personatges i permet veure l'estat en què es troba aquesta relació.
Hi ha també símbols més generals, grans i complexos: els espais. La torre i el jardí, idealitzat al llarg de l'obra, en són magnífics exemples però també les habitacions immaculades de la Teresa i la Maria, ja difuntes; o la teulada que també reflecteix l'espai lliure dels maldecaps de la família on els dos germans, en Ramon i la Maria, passen el temps junts. L'aigua, en totes les seves manifestacions, es relaciona amb la infantesa i la mort (la mort de Jaume ofegat i el suïcidi de Bàrbara tirant-se al canal).

Al final de l'obra, i amb la destrucció d'aquests espais, tot el que era del passat desapareix. També és molt important la figura del mirall, observador pacient del pas del temps, que reflecteix la imatge dels personatges i que, finalment, es trencarà en diversos fragments mostrant els diversos successos del que havia presenciat i evidenciant la mort de la família. El mirall sense família, sense funció, es trenca.
La simbologia a Mirall trencat permet veure les relacions canviants dels personatges entre ells i amb el món, i permet definir-los com a paral·lels o contraris. Són recurrents els objectes, els gestos, les mirades, paraules que els personatges repeteixen...
Per exemple, l'acte de marcar la galta vol dir el domini d'un personatge sobre un altre:
- Bàrbara deixa una ratlla marcada a la galta d'en Salvador.
- Teresa posa un dit besat a la galta d'en Salvador.
- Maria passa la mà per la galta d'en Jaume abans de matar-lo.
- El fantasma de Maria frega la galta de l'Armanda.

Els objectes tenen tanta importància com els personatges (potser per influència de Stendhal i el seu interès pels detalls). Els objectes tenen vida pròpia i és el seu deteriorament el que assenyala el pas del temps i el camí cap a la mort:
- torre: símbol de l'ascens social.
- joia: símbol de classe social alta.
- armari japonès: Nicolau Rovira.
- perla: els homes de Teresa: Nicolau Rovira, Salvador Valldaura, Amadeu Riera.
- violetes: Bàrbara i la seva relació amb Salvador Valldaura.
- rosa de color carn: Teresa.
- lilàs: relació Salvador-Teresa.
- rosa vermella: Amadeu Riera.
- poma: relació Teresa-Salvador, la felicitat.
- vano (amb poma pintada): relació Teresa-Salvador (l'Eulàlia el regala a Teresa).
- abelles (símbol d'angoixa i d'intranquil·litat).
- glicines (símbol de calma i serenor).
- llorer: immortalitat, eternitat.
- heura: mort.
- gàbia d'ocells: manca de llibertat.
- barquet de fusta: mort d'en Jaume.
- flor blanca del cirerer: relació Teresa-Notari Riera.
- flor blanca del lilà blanc: relació Teresa-Salvador al ball de Carnaval.
- tórtora: anunci de mort (de Jaume i de Salvador).
- cedre: immortalitat, perennitat, força, noblesa, incorrupció.
- foc: purificació, destrucció del temps, de la vida i dels records.
- arracades: amor Armanda-Eladi, superioritat de l'Armanda per sobre les altres minyones, arma contra Sofia.
- braçalet de plata amb campanetes: autèntica identitat de Maria.
- bombolla al vidre (a casa de Pilar Segura): deformació de la realitat, món imperfecte i defectuós.
- teulada: infantesa.
- color blanc: puresa, innocència.
- color vermell: violència, odi, sang, mort.
- teranyina: supervivència de Maria.
- ploma de paó: supervivència de Teresa.
- rata: decadència, mort, destrucció.

Els símbols més importants són l'aigua, el jardí i el mirall.
L'aigua és el símbol de la mort i de la infantesa, i el jardí és el paradís de la felicitat però també està lligat a la infantesa i a la mort.
El jardí, minuciosament descrit, sembla el que Mercè Rodoreda contemplava des de casa seva quan era petita. Fins a la seva vellesa no el recupera per incloure'l a Mirall trencat. El jardí esdevé mític, cosa ben visible a partir del seu aspecte extern: és habitat per ocells exòtics (paons, tórtores…), poblat per grans arbres (cedre, llorer…). És un jardí viu, gairebé humà, ... De tots els arbres, el llorer és el que s'uneix més estretament a les peripècies de la família Valldaura-Farriols i sembla que es vulgui considerar un membre més de la casa. El jardí, com la infantesa, és ambigu: és un lloc d'esbarjo i de joc, però també de tristesa i de mort. Mort i infantesa es converteixen en el centre de la novel·la. Maria escull el jardí, el llorer, per morir i quedar-se eternament en el jardí. Morint, serà sempre un infant.
Per remarcar la mitificació de la infantesa-mort, un símbol és l'aigua, connotació de la puresa. Una aigua que adopta formes múltiples: pluja, canal, estany, llàgrimes, ... A Mirall trencat tots els personatges que hi moren sent uns nens (Jaume i Maria) o que se suïciden en sentir la nostàlgia de la infantesa (Bàrbara) ho fan a l'aigua: la Bàrbara se suïcida en una aigua real (el canal); la Maria, en una aigua metafòrica (el llorer, que sembla un mar d'aigua negra); en Jaume mor a l'aigua de l'estany.
Tant la Maria, com la Bàrbara, com en Jaume són personatges que no han viscut amb intensitat la infantesa: la Bàrbara fou abandonada per la seva mare quan era molt petita i la Maria no vol fer-se gran. Tant la Bàrbara com la Maria estan afectades pel complex d'Ofèlia (tema tractat pels simbolistes): totes dues se suïciden escollint com a tomba l'aigua.
Aquests tres personatges no volen o no poden viure més enllà de la infantesa. Ramon s'incorpora al món dels adults però la seva vida no tindrà esperança: trencant les joguines destruirà la seva família i el seu món.
Bàrbara i Maria es plantegen al llindar de l'edat adulta el dilema de la vida o de la mort, és a dir, conèixer el patiment o ignorar-lo per sempre més: ser adult o romandre un infant.
Pel que fa al mirall, simbolitza el pas del temps, la solitud, reflecteix la imatge dels personatges en la joventut i la decadència. El mirall com a símbol i la novel·la com un mirall. Stendhal i Rodoreda passegen un mirall al llarg de la vida subjectiva, la vida sotmesa al temps. El mirall reflecteix la veritat, la sinceritat, el cor, la consciència, però també aspectes d'il·lusió i de mentida. És allò que permet llegir el passat, el present i el futur, amb unes clares característiques màgiques.
El mirall ha estat un tema repetit en la història de la literatura, sobretot, en els simbolistes. El mirall arriba al seu màxim nivell simbòlic quan es trenca, quan no hi ha manera possible de reflectir la realitat, ni passada, ni present, ni futura, quan no hi ha ni veritats ni mentides perquè tot s'ha enfonsat. Quan el mirall ja ha perdut la seva funció. La novel·la es tanca amb la mort, per tant, és destruït el símbol que assenyala el pas del temps. Ara, es converteix en la representació del buit, en l'absència de vida.
Hi ha vuit miralls cabdals:
1. El primer mirall és el que presideix el sopar de Salvador Valldaura i Bàrbara a Viena. Un mirall que fa por a la Bàrbara, perquè creu que entrarà a dins i no en podrà sortir mai més. Bàrbara, aquella nit, se suïcida.
2. Reflecteix Teresa Goday. Ella no s'hi pot enfrontar perquè “una onada de vergonya li puja a les galtes”.
3. És el de la cambra de l'Armanda i serveix per descriure-la físicament.
4. Sofia s'hi mira el dia del casament. Hi contempla que no està enamorada.
5. Rafael Bergadà s'hi contempla per posar-se bé els cabells.
6. El mirall en què Maria imita Sofia i assaja els seus gestos.
7. Revela a l'Eladi el pas del temps i li torna el seu rostre desencisat quan la senyora Filo li anuncia que tanca la casa i, per tant, s'acaben les trobades amb les minyones.
8. El mirall es trenca: màxim simbolisme. Armanda, la vella criada fidel, fa una darrera passejada per la casa familiar que està a punt de desaparèixer, com la família, com la novel·la. El mirall, trencant-se, només reflecteix trossos de la realitat, de la vida. Armanda veu com alguns vidres cauen i comprèn que no es pot arreglar. La pèrdua del mirall és la pèrdua de la realitat. Es trenquen els records que permetien la reconstrucció del temps enyorat, del passat feliç. A dins del mirall de mà hi ha tots els instants de Teresa, de Sofia, Salvador, Eladi, els nens. El passat queda contingut en el present. El mirall trencat li permet el comiat de tots els morts que se li apareixen entre somnis boirosos. Armanda, damunt d'un tros de mirall, hi veu calaveres que van formant els noms il·luminats dels morts de la família, i brinda per ells.[2]

## Adaptacions de l'obra
L'any 2001, Mirall trencat fou portada a la televisió en una producció de TV3 i Diagonal TV, dirigida per Orestes Lara, sobre un guió de Josep Maria Benet i Jornet. A partir d'un projecte iniciat l'any 1977 i que comptà amb la benedicció de Rodoreda, es creà una adaptació d'un total de 13 capítols de 50 minuts de durada aproximadament. L'adaptació comptà amb actors com Carme Elias (Teresa Goday), Emma Vilarasau (Armanda), Abel Folk (Salvador), Ramon Madaula (Riera), Miquel Sitjar (Eladi), Irene Montalà (Sofia), Marieta Orozo (Pilar Segura i Maria) i Santi Ricart (Miquel i Jesús Masdéu), entre d'altres.
Entre el 5 de setembre i el 19 d'octubre de 2008 i amb motiu de l'any Rodoreda, es representà al Teatre Borràs de Barcelona Un dia. Mirall trencat, que era una adaptació teatral de la novel·la Mirall trencat i de l'obra teatral Un dia, ambdós de Rodoreda. Ricard Salvat fou el director i l'adaptació fou tant del mateix Ricard com de Manel Molins. Les representacions comptaren amb un repartiment amb actors de la talla de Rosa Novell (Teresa Goday), Enric Majó (Amadeu Riera), Anna Sahun (Teresa Goday de jove) i Rosa Vila (Armanda), entre d'altres.